# Hussam Fawzi
Hussam Fawzi (Irak; 3 de septiembre de 1974) es un exfutbolista y entrenador de fútbol de Irak que jugaba en la posición de delantero.

## Carrera

### Club
| Periodo   | Club           |
| --------- | -------------- |
| 1994-1999 | Al-Zawraa      |
| 1999-2001 | Dubai CSC      |
| 2001-2005 | Al-Zawraa      |
| 2005-2006 | Pegah Gilan FC |

### Selección nacional
Jugó para Irak en 44 ocasiones de 1995 a 2004 y anotó 17 goles, y participó en dos ediciones de la Copa Asiática.

### Entrenador
Fue entrenador asistente desde 2004, y su primer trabajo como entrenador llegó en 2019 cuando dirigió a Al-Qasim SC hasta 2020.

## Castigo
Cuando la federación iraquí hizo público las historias de como Uday Hussein castigaba a los jugadores de fútbol por malas actuaciones, fue cuando Tony Blair justificó la Guerra de Irak.
Fawzi admitió los castigos y varios jugadores lo siguieron mientras vivía el Londres, pero nunca justificó la Guerra de Irak.

## Logros

### Club
- Liga Premier de Irak: 3

1994-95, 1995-96, 1998-99
- Copa de Irak: 4

1994–95, 1995–96, 1997–98, 1998–99
- Copa Élite Iraquí: 1

1999
- Supercopa de Irak: 2

1998, 1999
- Liga Azadegan: 1

2005-06

### Individual
- Goleador de la Liga Premier de Irak en 1995-96.

## Estadísticas

### Goles con selección nacional
| N.º | Fecha                  | Sede                                      | Rival        | Gol | Resultado | Torneo                                               |
| --- | ---------------------- | ----------------------------------------- | ------------ | --- | --------- | ---------------------------------------------------- |
| 1   | 11 de agosto de 1996   | Amman International Stadium, Amán         | Pakistán     | 2–0 | 3–0       | Clasificación para la Copa Asiática 1996             |
| 2   | 5 de diciembre de 1996 | Al-Maktoum Stadium, Dubái                 | Irán         | 1–0 | 2–1       | Copa Asiática 1996                                   |
| 3   | 23 de mayo de 1997     | Lahore Stadium, Lahore                    | Pakistán     | 1–0 | 6–2       | Clasificación para la Copa Mundial de Fútbol de 1998 |
| 4   | 23 de mayo de 1997     | Lahore Stadium, Lahore                    | Pakistán     | 4–2 | 6–2       | Clasificación para la Copa Mundial de Fútbol de 1998 |
| 5   | 20 de junio de 1997    | Al Shaab Stadium, Bagdad                  | Pakistán     | 4–1 | 6–1       | Clasificación para la Copa Mundial de Fútbol de 1998 |
| 6   | 7 de agosto de 1999    | Pamir Stadium, Dushanbe                   | Kirguistán   | 2–1 | 5–1       | Clasificación para la Copa Asiática 2000             |
| 7   | 7 de agosto de 1999    | Pamir Stadium, Dushanbe                   | Kirguistán   | 2–1 | 5–1       | Clasificación para la Copa Asiática 2000             |
| 8   | 19 de agosto de 1999   | Amman International Stadium, Amán         | Baréin       | 1–0 | 2–0       | Juegos Panarábicos de 1999                           |
| 9   | 23 de agosto de 1999   | Amman International Stadium, Amán         | Omán         | 1–0 | 3–0       | Juegos Panarábicos de 1999                           |
| 10  | 23 de agosto de 1999   | Amman International Stadium, Amán         | Omán         | 2–0 | 3–0       | Juegos Panarábicos de 1999                           |
| 11  | 29 de agosto de 1999   | Amman International Stadium, Amán         | Libia        | 2–1 | 3–1       | Juegos Panarábicos de 1999                           |
| 12  | 31 de agosto de 1999   | Amman International Stadium, Amán         | Jordania     | 1–4 | 4–4       | Juegos Panarábicos de 1999                           |
| 13  | 31 de agosto de 1999   | Amman International Stadium, Amán         | Jordania     | 2–4 | 4–4       | Juegos Panarábicos de 1999                           |
| 14  | 23 de mayo de 2000     | King Abdullah International Stadium, Amán | Líbano       | 2–1 | 2–1       | Campeonato de la WAFF 2000                           |
| 15  | 13 de agosto de 2003   | Azadi Stadium, Tehran                     | Irán         | 1–0 | 1–0       | Copa LG                                              |
| 16  | 20 de octubre de 2003  | Bahrain National Stadium, Manama          | Malasia      | 5–1 | 5–1       | Clasificación para la Copa Asiática 2004             |
| 17  | 9 de junio de 2004     | King Abdullah International Stadium, Amán | China Taipéi | 3–0 | 6–1       | Clasificación para la Copa Mundial de Fútbol de 2006 |